# Casimire d'Anhalt-Dessau
Casimire d'Anhalt-Dessau (19 janvier 1749, Dessau – 8 novembre 1778, Detmold) est une princesse d'Anhalt-Dessau par la naissance et comtesse de Lippe-Detmold par le mariage.

## Biographie
Casimire est une fille du prince Léopold II d'Anhalt-Dessau (1700-1751) de son mariage avec Gisèle-Agnès d'Anhalt-Köthen (1722-1751), fille du prince Léopold d'Anhalt-Köthen. Elle a des relations particulièrement étroites avec ses sœurs, Agnès et Marie Léopoldine, avec qui elle a surtout vécu, même après son mariage, et avec qui elle mène une vaste correspondance, quand elles ne sont pas ensemble.
Elle épouse le 9 novembre 1769 à Dessau, le comte Simon-Auguste de Lippe (1727-1782), veuf de sa sœur Marie-Léopoldine, qui est mort en avril de cette année. Elle est religieusement tolérante et socialement engagé. Elle est impliquée dans un certain nombre de questions administratives et de réformes prévues à Lippe. Elle a une influence significative sur son mari et devient le pilier des réformes demandées par le Chancelier Hoffmann. Casimire est impliquée dans l'aide aux pauvres et dans les soins de santé et d'éducation. En 1775, elle fonde le « Patriotique de la Société », l'un des plus anciens établissements ruraux de crédit en Allemagne.

## Descendants
De son mariage avec Simon-Auguste, Casimire a un fils:
- Casimir-Auguste (1777-1809), prince de Lippe-Detmold